# جامعة قفصة
جامعة قفصة يعود تاريخ تأسيس أول مؤسسة جامعية بالجنوب الغربي التونسي إلى عام 1981 وهي المعهد العالي التكنولوجي للصناعة و المناجم بقفصة الذي يحمل حاليا اسم المعهد العالي للدراسات التكنولوجية بقفصة، أما جامعة قفصة فهي جامعة حديثة إذ يعود إحداثها إلى 16 جويلية 2004، ويوجد مقرها بمدينة قفصة وتشمل ولايتي قفصة وتوزر. ويبلغ عدد مؤسساتها تسع يبلغ عدد طلبتها مجتمعة حوالي 12 ألف طالب خلال العام الدراسي 2007 - 2008.

## مؤسساتها
تتوزع مؤسسات التعليم العالي التابعة لجامعة قفصة على ولايتي قفصة وتوزر، وتتمثل في :
- كلية العلوم بقفصة
- المعهد العالي للدراسات التطبيقية في الإنسانيات بقفصة
- المعهد العالي لإدارة المؤسسات بقفصة
- المعهد العالي للدراسات التكنولوجية بتوزر
- المعهد العالي للفنون والحرف بقفصة
- المعهد العالي للعلوم التطبيقية والتكنولوجيا بقفصة
- المعهد العالي لعلوم وتكنولوجيا الطاقة بقفصة
- المعهد العالي للرياضة والتربية البدنية بقفصة
- المعهد العالي للدراسات التطبيقية في الإنسانيات بتوزر
- المدرسة الوطنية للمهندسين بقفصة
- المعهد التحضيري للدراسات الهندسية بقفصة
- المدرسة العليا لعلوم و تقنيات الصحة بقفصة[5]

## إحصائيات
طبقا لإحصائيات العام الدرؤاسي 2008 -2009 يبلغ عدد طلبة جامعة قفصة: 18000 طالبا.وتعتبر كلية العلوم والمعهد العالي للدراسات التطبيقية في الإنسانيات بقفصة الأهم من حيث عدد طلبتهما.

## وصلة خارجية
موقع جامعة قفصة